# Affordable housing
L'affordable housing, o edilizia accessibile, si riferisce a un concetto di edilizia pensato per fornire alloggi a costi sostenibili per individui o famiglie con redditi medio-bassi. L'obiettivo principale è garantire una qualità di vita dignitosa senza compromettere altre spese essenziali, come cibo, istruzione e cure mediche. Il tema ha acquisito rilevanza globale a causa dell'urbanizzazione crescente e della crisi abitativa che interessa molte aree urbane del mondo.
Il termine "affordable housing" ha radici nel contesto delle politiche sociali introdotte nei primi del '900, con programmi mirati a migliorare le condizioni di vita nelle città industrializzate. Negli Stati Uniti, il concetto si è consolidato durante il New Deal con il "National Housing Act" del 1937, che ha promosso l'edilizia pubblica per le famiglie a basso reddito. In Europa, progetti simili hanno preso piede dopo la Seconda Guerra Mondiale, in risposta alle devastazioni del conflitto e alla necessità di ricostruzione urbana.
Oggi, circa 1,6 miliardi di persone vivono in condizioni abitative inadeguate a livello globale, secondo i dati di UN-Habitat. La crisi abitativa è particolarmente grave nei paesi in via di sviluppo, ma riguarda anche città di paesi avanzati, dove l'aumento dei costi degli immobili e la gentrificazione hanno ridotto la disponibilità di abitazioni economiche.
Un progetto di affordable housing deve rispondere a tre criteri principali:
1. Accessibilità economica: il costo dell'abitazione non dovrebbe superare il 30% del reddito familiare disponibile.
2. Qualità abitativa: gli alloggi devono garantire standard minimi di sicurezza, igiene e comfort.
3. Sostenibilità ambientale: l'uso di materiali ecologici e soluzioni energetiche efficienti sta diventando un elemento chiave nella progettazione.

Le politiche per l'affordable housing variano a seconda del contesto geografico e socioeconomico. Alcuni strumenti comuni includono:
- Sussidi diretti: contributi economici ai locatari o acquirenti.
- Edilizia sociale: abitazioni costruite e gestite da enti pubblici o privati con finalità sociali.
- Incentivi fiscali: agevolazioni per gli sviluppatori che includono unità abitative accessibili nei loro progetti.

Esempi includono il programma Housing First in Finlandia e i progetti di edilizia sociale a Singapore, considerati modelli di successo.
Nonostante i progressi, l'affordable housing affronta numerose sfide:
- Gentrificazione: i progetti possono aumentare il costo della vita nelle aree circostanti, escludendo le comunità vulnerabili.
- Finanziamento insufficiente: spesso i governi non allocano risorse adeguate.
- Barriere burocratiche: la lentezza nell'approvazione dei progetti riduce l'efficacia delle politiche.

In Italia, il tema dell'affordable housing è particolarmente rilevante nelle grandi città, dove l'aumento dei prezzi degli immobili ha reso sempre più difficile l'accesso alla casa per i ceti medi e le fasce più vulnerabili della popolazione. Un caso emblematico è Milano, dove la crescita della domanda abitativa e la pressione del mercato hanno portato a fenomeni di gentrificazione e allontanamento dei residenti dalle aree centrali. Secondo un'analisi pubblicata su Tempi, il Comune di Milano ha avviato un Piano straordinario per la casa, con l'obiettivo di realizzare 10.000 alloggi a canone sostenibile nei prossimi dieci anni, nel tentativo di contrastare l'emergenza abitativa.
L'affordable housing gioca un ruolo cruciale nella promozione dello sviluppo sostenibile, allineandosi agli Obiettivi di Sviluppo Sostenibile dell'ONU, in particolare l'Obiettivo 11: "Rendere le città e gli insediamenti umani inclusivi, sicuri, resilienti e sostenibili". L'integrazione di tecnologie avanzate, come pannelli solari e sistemi di recupero delle acque, può ridurre i costi operativi e l'impatto ambientale degli edifici.